# Aristides Stavros de Grécia
Aristides Stávros de Grécia (em grego: Αριστείδης Σταύρος; Los Angeles, Califórnia, Estados Unidos, 29 de junho de 2008) é o quinto filho dos príncipes herdeiros de Grécia, Paulo da Grécia e Maria Chantal Miller, e por isso lhe corresponde o tratamento de Alteza Real.

## Primeiros anos
Nasceu em Centro Médico Cedars-Sinai, Los Angeles, Califórnia, Estados Unidos, o 29 de junho de 2008. O Príncipe é neto dos reis Constantino II da Grécia e Ana Maria da Dinamarca, é membro da Família Real Grega. É o quinto filho do príncipe Paulo da Grécia e de sua esposa, a princesa Marie Chantal da Grécia. Tem uma irmã maior, a princesa Maria Olympia da Grécia e Dinamarca, e três irmãos maiores que ele, os príncipes Constantino Alexios, Achileas Andreas e Odysseas Kimon da Grécia.

## Batismo
O príncipe foi batizado em 7 de agosto de 2009 no Monastério de Santa Anargyron Hermioni, sob o rito da Igreja ortodoxa, assim como seus outros quatro irmãos.

## Títulos
- 29 de junho de 2008 – presente: Seu Alteza Real, o príncipe Aristides Stavros de Grécia e Dinamarca.

## Ancestros
Categoría:Hombres
Categoría:Nacidos en 2008
Categoría:Personas vivas
1. ↑  Ecuatorias